# Дойрански хамам
Дойрански хамам (на македонска литературна норма: Дојрански амам) е хамам, турска обществена баня, в град Стар Дойран, Северна Македония.
Банята има отделни помещения за жени и за мъже. Водата стига до хамама през керемидни тръби от 2 km западно от Дойран. Загрявана е в отделно помещение и оттам е течала в чешмите.
Банята е разрушена заедно с по-голямата част от града по време на Първата световна война през 1916 година.